# Pena
La pena es el recurso que utiliza el Estado para reaccionar frente al delito, expresándose como la "restricción de derechos del responsable". Por ello, el Derecho que regula los delitos se denomina habitualmente Derecho penal.
También se define como una sanción que produce la pérdida o restricción de derechos personales de un sujeto hallado responsable de la comisión de una conducta punible. El término pena deriva del término en latín poena y posee una connotación de dolor causado por un castigo.
La pena está contemplada en la ley y es impuesta por el órgano jurisdiccional, mediante un proceso.
El Derecho Penal moderno aboga por la proporcionalidad entre el delito y la pena. En muchos países se busca también que la pena sirva para la rehabilitación del criminal (lo cual excluye la aplicación de penas como la pena de muerte o la cadena perpetua).
El estado es un ente normativo y carácter institucional, que permite regir de manera coaccionada y limítrofe, por lo tanto es el único ente encargado de suplir o aplicar una pena, ya sea de cualquier tipo.
Cabe destacar que la pena cumple un rol importante de suma utilidad el cual es la de prevención, ya que el Estado reacciona frente al delito expresándose así como una sanción, imponiendo de esa manera la pena. Por otro lado la ley no puede considerarse como una norma puesto que la norma tiene características muy diferentes, es así que se puede hacer notorio que la norma está estructurado por un suceso, nexo causal y consecuencia jurídica. 
La pena está relacionada con conductas socialmente desvaloradas de personas, siendo, por consiguiente, una consecuencia jurídica asignada a cualquier individuo que haya realizado un hecho punible contrario a la norma.

## Efectos
La pena produce una serie de efectos en el conjunto de individuos que componen la sociedad que se suponen positivos para ésta, y que según la teoría relativa de la pena, serían los objetivos en los que se fundamentaría la aplicación coactiva de la pena. Así, tanto la teoría retributiva de la pena (o teoría absoluta de la pena), como la teoría relativa antes mencionada coinciden en que la pena, tanto en su vertiente coactiva como en su vertiente coercitiva tienen, o han de tener los siguientes efectos:
- Prevención general: Dirigida al conjunto de la sociedad. Respecto del aspecto negativo, la pena es una coacción psicológica con la que se amenaza a la sociedad y con ella a los potenciales delincuentes para que se abstengan de delinquir. En cuanto al aspecto positivo, la función de la pena es confirmar la vigencia del ordenamiento jurídico en la conciencia colectiva.[2]

- Prevención especial: El destinatario de la prevención especial es la persona concreta del delincuente y tiene por objeto impedirle que cometa nuevos delitos. Esto se logra:

-Mediante la corrección: Es la resocialización del sujeto que ha incurrido en un injusto.
_mediante la intimidación: respecto de aquel delincuente o sujeto que no necesita corrección o no es receptivo a ella.
_mediante la inocuización: Respecto de la privación de libertad. 
Por otro lado, la teoría retributiva habla del efecto retributivo de la pena (en un sentido similar a venganza), mientras que la teoría relativa menciona la necesidad de que la pena suponga una inserción del penado en la sociedad.

## Clasificación de las penas
Tipos de penas sancionadas por el delito cometido :
A pesar de la connotación de dolor, las penas pueden ser de multitud de formas diferentes, no necesariamente dolorosas, en función del tipo de sanción que quiera imponer el Estado.

### Penas corporales
En sentido estricto, las penas corporales son las que afectan a la integridad física. También puede entenderse pena corporal en sentido amplio como aquellas que no sean pecuniarias. En aplicación del sentido estricto, penas corporales son:
- Tortura: Se suele entender que se trata de un trato inhumano o degradante y que va contra los derechos fundamentales, pero en muchos países se sigue usando (azotes, amputaciones, etc.).
- Pena de muerte: La más drástica, abolida en muchos países. Sin embargo, no se considera trato inhumano o degradante, al contrario que la tortura o los azotes.

### Penas infamantes
Aquellas que afectan el honor o dignidad de la persona.
En el pasado, algunas penas corporales, como los azotes o la crucifixión, eran ejecutadas en público, para añadir el efecto de infamia en la persona del condenado. En la Edad Media era común la pena de vergüenza pública, en la que el sentenciado era expuesto de manera ignominiosa (con poca ropa, o vestido ridículamente), a veces en un punto fijo, a veces en procesión, para efecto de recibir la burla del público. Otro tipo de pena infamante era que el condenado llevara una seña que recordara su delito, fuera esta de manera permanente, como la marca a fuego en la piel del mismo, o de manera temporal, como la letra escarlata de los condenados por adulterio. De este tipo de penas vienen conceptos como el de sambenito.
En la época actual, se ha reducido la aplicación de las penas infamantes a ámbitos más específicos, como es el caso de la degradación en los delitos militares de algunas jurisdicciones.

### Penas inhabilitantes
Son aquellas que impiden del ejercicio de ciertos derechos (generalmente políticos como el voto o familiares como la patria potestad), privan de ciertos cargos o profesiones o inhabilitan para su ejercicio. Hoy en día también son muy comunes la privación del derecho de conducción de vehículos de motor, y la privación del derecho al uso de armas. También son importantes las inhabilitaciones para el ejercicio de cargos públicos durante un tiempo determinado.
Son de muy variado contenido y existe una tendencia a su expansión. Se trata en la actualidad de una categoría residual abierta que se define por ser aquellas penas distintas de privación de libertad y multa. Propiamente hablando toda pena priva de algún derecho.
Entre estas, se pueden señalar: inhabilitación absoluta, que priva definitivamente del disfrute de todo honor, empleo o cargo público durante el tiempo señalado; inhabilitación especial para el ejercicio de un derecho concreto ( como el disfrute de empleo o cargo público, profesión, oficio, industria o comercio, de los derechos de patria potestad, tutela, guardia o curatela, y del derecho de sufragio pasivo); suspensión de empleo o cargo público; privación del derecho a conducir vehículos de motor o ciclomotores, o a la tenencia y porte de armas; privación del derecho a residir en determinado lugar, a acudir a él, o a aproximarse o a comunicarse con determinadas personas.

### Penas privativas de libertad
Se denomina de esta forma a la pena emitida por el juez como consecuencia de un proceso penal y que consiste en quitarle al reo su efectiva libertad personal ambulatoria (es decir, su libertad para desplazarse por donde desee), fijando que para el cumplimiento de esta pena el sentenciado quede recluido dentro de un establecimiento especial para tal fin, llamado comúnmente cárcel, aunque cada ordenamiento jurídico le de un nombre concreto (correccional, establecimiento penitenciario, centro de reclusión, etcétera).
La pena privativa de libertad, tal como su nombre lo indica, consiste en privar de libertad de tránsito al individuo sentenciado; se diferencia de la "prisión preventiva" porque la pena privativa es resultado de una sentencia y no de una medida transitoria como sucede con aquella. Asimismo se diferencia de las denominadas "penas limitativas de derechos" en que la pena privativa no permite al reo conservar su libertad ambulatoria mientras la "pena limitativa de derechos" por cuanto ésta no afecta en modo alguno la libertad del reo para desplazarse y solamente impone la obligación de realizar ciertos actos (por ejemplo, prestar servicios a la comunidad) o el impedimento de ejecutar otros (ejercicio de una profesión, por ejemplo).
Pese a que viene a ser una concreción de la pena privativa de derechos, la doctrina la sitúa en un campo aparte debido a su importancia. Es la sanción penal más común y drástica en los ordenamientos occidentales (a excepción de la pena de muerte, de escasa extensión). Supone la privación de la libertad del sujeto, y dependiendo del grado de tal privación, pueden distinguirse las siguientes:
- Prisión.
- Arresto domiciliario.

### Penas pecuniarias
La pena pecuniaria es aquella que afecta al patrimonio del penado. Hay que diferenciar en este caso la pena del resarcimiento de la víctima (responsabilidad civil).
- Multa
- Comiso
- Caución

La caución o fianza es la garantía que entrega el encausado para poder defenderse en libertad. El jurista ecuatoriano Enrique León Palacios en su obra "La Libertad, Justicia y Derecho en América Latina" afirma que esta medida es tan solo un privilegio de los que tienen dinero pues aquellos que no lo poseen no pueden gozar de él.
- Confiscación de Bienes

Esta clasificación de las penas toma en consideración la naturaleza del bien de que privan al sentenciado. Se caracterizan porque recaen directamente sobre el patrimonio, imponiendo al delincuente la obligación de pagar una suma de dinero a favor del Estado o en entregar los bienes u objetos materiales utilizados en la comisión del delito o los obtenidos como producto del mismo.

## Posibles razones para el castigo
Hay muchas razones posibles que pueden aducirse para justificar o explicar por qué alguien debe ser castigado; a continuación se presenta un esquema general de las justificaciones típicas, posiblemente contradictorias.

### Disuasión
Dos de las razones que se aducen para justificar el castigo son que se trata de una medida para evitar que la gente cometa un delito: disuadir a los delincuentes anteriores de reincidir y evitar que aquellos que puedan estar pensando en cometer un delito que no han cometido lleguen a cometerlo.  Se pretende que el castigo sea suficiente para que la gente decida no cometer el delito en lugar de sufrir el castigo.  El objetivo es disuadir a todos los miembros de la comunidad de cometer delitos.
Algunos criminólogos afirman que el número de personas condenadas por delitos no disminuye como resultado de un castigo más severo y concluyen que la disuasión es ineficaz. Otros criminólogos se oponen a dicha conclusión, citando que mientras que la mayoría de la gente no conoce la severidad exacta del castigo, como por ejemplo si la sentencia por asesinato es de 40 años o cadena perpetua, la mayoría de la gente todavía conoce las líneas generales, como por ejemplo que los castigos por robo a mano armada o violación forzada son más severos que los castigos por conducir demasiado rápido o aparcar mal un coche. Por lo tanto, estos criminólogos sostienen que la falta de efecto disuasorio del aumento de las penas por delitos ya severamente castigados no dice nada sobre la importancia de la existencia del castigo como factor disuasorio.
Algunos criminólogos argumentan que el aumento de las penas por delitos puede hacer que los investigadores criminales den mayor prioridad a dichos delitos de forma que un mayor porcentaje de los que los cometen sean condenados por ellos, haciendo que las estadísticas den una falsa apariencia de que dichos delitos aumentan. Estos criminólogos argumentan que el uso de estadísticas para medir la eficiencia de los métodos de lucha contra el crimen son un peligro de crear un hack de recompensa que hace que los sistemas de justicia penal menos eficientes parezcan ser los mejores en la lucha contra el crimen, y que la apariencia de que la disuasión es ineficaz puede ser un ejemplo de esto.

### Rehabilitación
Algunos castigos incluyen trabajos para reformar y rehabilitar al culpable para que no vuelva a cometer el delito. Esto se distingue de la disuasión, en que aquí el objetivo es cambiar la actitud del delincuente ante lo que ha hecho, y hacerle ver que su comportamiento fue incorrecto.

### Incapacitación
La incapacitación como justificación del castigo se refiere a la eliminación de la capacidad del delincuente para cometer nuevos delitos. El encarcelamiento separa a los delincuentes de la comunidad, por ejemplo, Australia fue un vertedero para los primeros delincuentes británicos. Era su forma de eliminar o reducir la capacidad de los delincuentes para cometer ciertos delitos. La pena de muerte lo hace de forma permanente (e irrevocable). En algunas sociedades, las personas que robaban eran castigadas con la amputación de las manos. 
Crewe  sin embargo, ha señalado que para que la incapacitación de un delincuente funcione, debe darse el caso de que el delincuente hubiera cometido un delito si no hubiera sido restringido de esta manera. Si el presunto delincuente no va a cometer más delitos, entonces no ha sido incapacitado. Los delitos más atroces, como los asesinatos, tienen los niveles más bajos de reincidencia y, por lo tanto, son los delitos con menos probabilidades de estar sujetos a efectos incapacitantes. Las conductas antisociales y similares presentan altos niveles de reincidencia y, por lo tanto, son el tipo de delitos más susceptibles de sufrir efectos incapacitantes. Así lo demuestran los estudios sobre el curso de la vida  que las condenas largas por robos con allanamiento de morada entre delincuentes en los últimos años de la adolescencia y principios de la veintena no incapacitan cuando se tiene en cuenta la reducción natural de la delincuencia debida al envejecimiento: cuanto más larga es la condena, en estos casos, menor es el efecto incapacitador. 

### Retribución
Las actividades delictivas suelen reportar un beneficio al delincuente y una pérdida a la víctima.  El castigo se ha justificado como medida de justicia retributiva, en el que el objetivo es intentar reequilibrar cualquier ventaja injusta obtenida asegurándose de que el infractor también sufra una pérdida. A veces se ve como una forma de "vengarse" del infractor: el sufrimiento del infractor se considera un objetivo deseado en sí mismo, aunque no tenga beneficios reparadores para la víctima. Una de las razones por las que la sociedad ha administrado castigos es para disminuir la necesidad percibida de "justicia callejera" vengativa, enemistad de sangre y vigilantismo.

### Restauración
Especialmente aplicado a delitos menores, el castigo puede adoptar la forma de que el delincuente "corrija el error", o restituya a la víctima. El servicio comunitario o las órdenes de compensación son ejemplos de este tipo de sanción. En los modelos de justicia restaurativa, las víctimas asumen un papel activo en un proceso con sus agresores, a los que se anima a asumir la responsabilidad de sus actos, "a reparar el daño que han causado, pidiendo disculpas, devolviendo el dinero robado o prestando servicios a la comunidad". El enfoque de la justicia restaurativa pretende ayudar al delincuente a querer evitar futuros delitos.

### Educación y denuncia

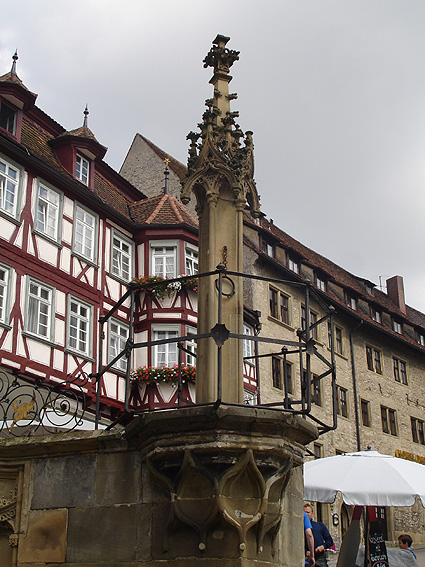
Píldora gótica (principios del) en Schwäbisch Hall, Alemania

El castigo puede ser explicado por la teoría de la prevención positiva para utilizar el sistema de justicia penal para enseñar a la gente cuáles son las normas sociales de lo que es correcto, y actúa como un refuerzo.
El castigo puede servir como medio para que la sociedad exprese públicamente la denuncia de una acción como delictiva. Además de educar a la gente sobre lo que no es un comportamiento aceptable, cumple la doble función de prevenir la justicia por mano propia reconociendo la ira pública, al tiempo que disuade de futuras actividades delictivas estigmatizando al delincuente.
Esto se denomina a veces la "Teoría Expresiva" de la denuncia.
La picota era un método para llevar a cabo la denuncia pública.
Algunos críticos del modelo de educación y denuncia citan problemas evolutivos con la noción de que el sentimiento de castigo como sistema de señales sociales evolucionó si el castigo no era efectivo. Los críticos argumentan que algunos individuos que gastan tiempo y energía y asumen riesgos en castigar a otros, y la posible pérdida de los miembros del grupo castigados, habrían sido seleccionados en contra si el castigo no sirviera para otra función que las señales que podrían evolucionar para funcionar por medios menos arriesgados.

### Teoría unificada
Una teoría unificada del castigo reúne múltiples fines penales -como la retribución, la disuasión y la rehabilitación- en un marco único y coherente. En lugar de que el castigo exija que elijamos entre ellos, los teóricos de la teoría unificada sostienen que funcionan juntos como parte de un objetivo más amplio, como la protección de los derechos.